# Juan Camacaro
Juan Camacaro (ur. 18 czerwca 1987) – wenezuelski zapaśnik w stylu klasycznym. Zajął 22 miejsce na mistrzostwach świata w 2013. Srebrny medal igrzysk boliwaryjskich w 2013 roku.